# Geweerarrest
Het Geweerarrest (Hoge Raad 2 december 1935, NJ 1936/250) is een arrest van de Nederlandse Hoge Raad dat betrekking heeft op de voortgezette toepassing van bevoegdheden.

## Casus
Een ambtenaar is ter controle op grond van de Drankwet in een woning aanwezig en treft daar een vuurwapen aan. Dat werd prompt door de ambtenaar, die eerst alleen de naleving van de Drankwetvergunning controleerde in beslag genomen, en wel op basis van de toenmalige Vuurwapenwet; thans de Wet wapens en munitie. De eigenaar verzet zich hiertegen door aan het geweer te trekken. In cassatie voerde de eigenaar aan dat de controlebevoegdheid van de desbetreffende ambtenaar zich niet uitstrekte tot inbeslagname van het geweer aangezien de ambtenaar 'slechts' mocht controleren op overtreding van de Drankwet. De Hoge Raad oordeelde deze inbeslagneming echter rechtmatig.

## Rechtsvraag
Heeft de politieambtenaar rechtmatig het geweer in beslag genomen (Ja) 

## Procesgang
De Hoge Raad oordeelde: 

Dat wel artikel 15 der Vuurwapenwet 1919 bovenbedoelde ambtenaren te allen tijde bevoegd verklaart onder andere om in beslag te nemen een geweer, dat onbevoegdelijk voorhanden is, doch dit artikel moet gelezen worden in samenhang met het voorafgaande, en zij — nu hun voor de contrôle der vuurwapenwet de toegang geweigerd was — zich ten fine daarvan zonder schriftelijken last als in artikel 14 omschreven in verdachte's woning niet mochten bevinden en getuige [getuige 1] dus ook niet bevoegd was aldaar een geweer in beslag te nemen op grond van het bepaalde in artikel 15 der Vuurwapenwet 1919;.

## Essentie
Uit het arrest kan de volgende algemene regel worden afgeleid. De politieambtenaar die in de rechtmatige uitoefening van zijn taak een bevoegdheid toepast, behoudt daarbij alle andere bevoegdheden die hij op grond van andere taken heeft. Als de politieambtenaar bij de (rechtmatige) uitoefening van een bevoegdheid die hem toekomt op grond van zijn ordehandhavings- of hulpverleningstaak uit de Politiewet of enige toezichthoudende taak op grond van een of andere bijzondere wet, stuit op feiten en omstandigheden die voldoende zijn om een redelijk vermoeden van een begaan strafbaar feit te wekken, dan kan hij de opsporingsbevoegdheden uitoefenen die hem zijn toegekend. Hij mag dan (vervolgens) opsporingsbevoegdheden toepassen. Vanwege de oorsprong van deze regel in betreffende arrest, wordt wel van 'geweerjurisprudentie' gesproken. Men spreekt ook wel van de 'voortgezette toepassing van bevoegdheden'. 